# 本能 (映画)
『本能』（ほんのう）は、1966年8月27日に日本で公開された映画。

## スタッフ
- 監督・製作・脚本：新藤兼人
- 製作：桑原一雄
- 撮影：黒田清巳
- 音楽：林光

## キャスト
- おばさん：乙羽信子
- 先生：観世栄夫
- 隣の先生：東野英治郎
- 権八：殿山泰司
- 医師：宇野重吉
- 隣の妻：島かおり
- 田中筆子
- 川口敦子
- 前の小屋の青年の恋人：伊藤くにえ
- 村の青年：江角英明、草野大悟、大木正司
- 隣の息子：小川吉信
- 前の小屋の青年：西内紀幸
- 小屋の青年の友人：窪田英世、松井孝之、吉成洋子
- 若い男：関戸純
- 若い女：宮本信子

## 漫画
本作を原案にして描いた漫画『風勃ちぬ』が『ビッグコミックオリジナル』（小学館）にて、2024年19号と同年20号に前後編の読み切りとして掲載。漫画は尾瀬あきらが担当。